# Stadtbrand von Toronto

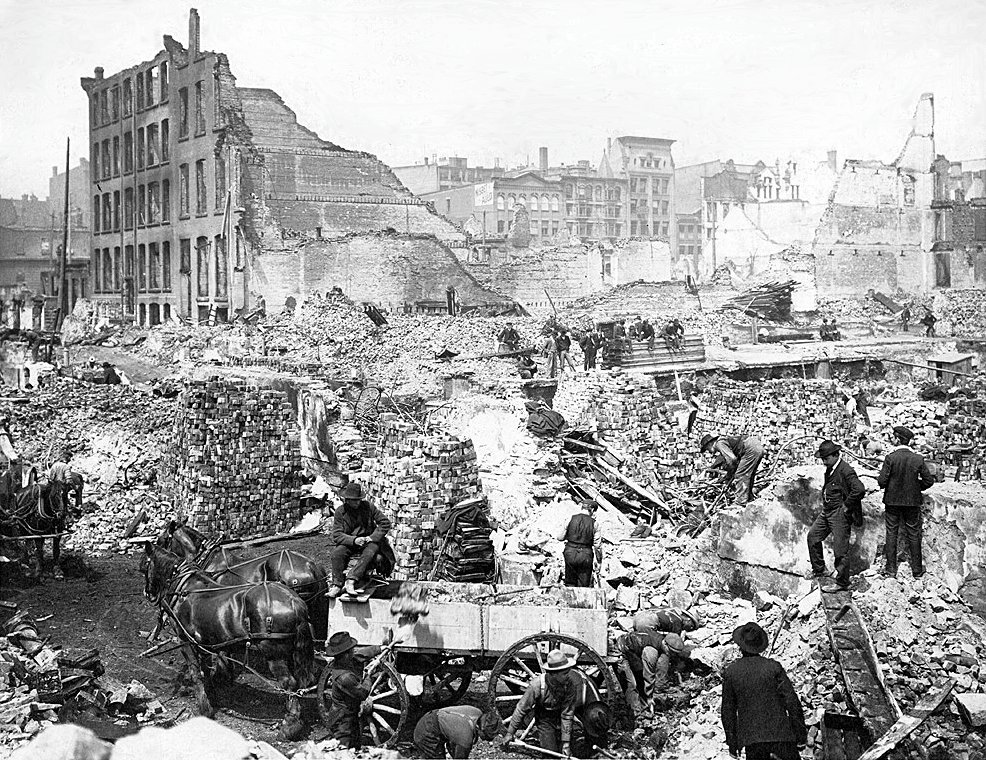
Front Street nach der Brandkatastrophe

Der Stadtbrand von Toronto 1904 war ein Großbrand, der sich am 19. April 1904 in der Innenstadt von Toronto ereignete.
Das Feuer wurde von einem patrouillierenden Polizeibeamten um 20:04 Uhr entdeckt. Die Flammen stiegen aus dem Aufzugschacht eines Fabrikgebäudes in der Wellington Street West, westlich der Bay Street, auf. Die Fabrik befand sich damals im Zentrum eines weiträumigen Industrie- und Gewerbegebietes. Die genaue Ursache ist bis heute nicht bekannt; es wird allerdings eine technische Fehlbedienung oder ein elektrisches Problem vermutet. Das Feuer breitete sich weiter aus und konnte erst nach neun Stunden unter Kontrolle gebracht werden. Die Flammen und der Ruß waren in mehreren Kilometern Entfernung zu sehen. Die Feuerwehr in Toronto erhielt Unterstützung aus Hamilton und sogar aus dem US-amerikanischen Buffalo. Die Löscharbeiten in der Nacht vom 19. auf den 20. April wurden durch starke Winde mit Schneeböen und Temperaturen von bis zu −4 °C erschwert.
Der Brand zerstörte insgesamt 104 Gebäude, verursachte einen Schaden in Höhe von 10.350.000 Dollar und brachte 5000 Menschen kurz- oder mittelfristig Arbeitslosigkeit. Es wurde jedoch keine Person getötet. Toronto hatte zu diesem Zeitpunkt etwas mehr als 200.000 Einwohner. Als Folge des Unglücks wurden strengere Sicherheitsbestimmungen erlassen und die städtische Feuerwehr erweitert. Es handelt sich um den größten Brand in der Stadtgeschichte.